# Sangue sul sole
Sangue sul sole (Blood on the Sun) è un film del 1945 diretto da Frank Lloyd.

## Trama
Il quotidiano americano diretto, a Tokyo, da Nick Condon, pubblica, sul finire degli anni '20, notizia del memoriale segreto del primo ministro giapponese Giichi Tanaka, che prevede, nell'ambito delle mire espansionistiche dell'impero del sol levante, non solo l'invasione della Manciuria cinese, come in effetti avverrà dopo pochi anni, ma addirittura quella degli Stati Uniti.
La polizia segreta sospetta (a ragione) il redattore del quotidiano Ollie Miller di essere in possesso di una copia di tale documento, e lo uccide, insieme alla moglie Edith, prima che i due potessero rientrare in America ed esibire il memoriale ufficiale alle autorità. Ma Ollie, prima di morire, enta in casa del direttore Nick e gli affida il documento; nello stesso tempo la polizia, guidata da capitano Oshima, penetra in casa di Nick, lo arresta, fa sparire ogni traccia del cadavere di Ollie, ed esegue una perquisizione accurata dell'abitazione, senza tuttavia trovare traccia del memoriale.
Scarcerato, Nick torna a casa e constata l'assenza del documento, che egli aveva nascosto dietro il ritratto dell'imperatore Hirohito che campeggia su una parete del soggiorno: è quindi convinto che la polizia segreta ne sia venuta in possesso. Ma, inaspettatamente, Nick viene convocato da Tanaka stesso, che si trova nella propria magione in un summit con altri esponenti del governo, fra i quali il colonnello Hideki Tōjō ed il principe Tatsugi: poiché questi ultimi si dichiarano convinti che Nick sia in possesso del memoriale segreto, egli ne evince che una terza parte deve averlo trafugato.
Lasciato andare (e costantemente pedinato) Nick fa conoscenza, la sera stessa, con l'affascinante Iris Hilliard, di origine cinese. Dopo alterne vicende appare che Iris, pur lavorando per Tanaka, è in effetti una patriota cinese, ed in cuor suo si oppone al progettato imperialismo nipponico ai danni della sua patria: è stata lei a prendere il memoriale dalla cornice del ritratto dell'imperatore del Giappone, laddove la polizia, la notte della perquisizione, in venerazione dell'immagine del proprio divino governante, non aveva osato mettere le mani. Il memoriale Tanaka passa quindi in mano di Nick, che a quel punto è vieppiù oggetto delle ricerche della polizia, ed in pericolo di vita, tanto più che anch'egli, come prima il suo redattore, è in procinto di partire per gli Stati Uniti.
Poche ore prima che la nave transoceanica salpi, Iris, ora fortemente sospettata da Tanaka e Tōjō, dà appuntamento a Nick al porto. Qui si presenta anche il principe Tatsugi - membro del governo di tendenze liberali ed oppositore quindi del militarismo imperialista di Tanaka - che, consapevole del fatto che, qualora il documento giungesse in America il governo giapponese sosterrebbe trattarsi di un falso, lo autentica apponendovi il sigillo ufficiale. Ma la polizia segreta è sulle loro tracce: Tatsugi viene ucciso, mentre Nick affida il memoriale ad Iris, che è in procinto di allontanarsi su un'imbarcazione fatta passare per un normale peschereccio.
Nick trattiene il capitano Oshima dall'inseguire Iris ingaggiando con lui un corpo a corpo a metà fra arti marziali giapponesi e scazzottatura americana, e riesce fortunosamente a dirigersi verso l'ambasciata statunitense, davanti alla quale, grazie all'intervento di un console americano, la vicenda viene messa a tacere. Ma anche della sorte del memoriale non si sa più nulla.